# ラッキーガール
「ラッキーガール」は、2014年6月18日にドリーミュージックから発売されたSilent Sirenの5枚目のシングル。

## 解説
- Silent Sirenとしては初のアニメタイアップ曲で、テレビ東京系列「マイリトルポニー〜トモダチは魔法〜ベストセレクション」オープニングテーマに起用された。
- ジャケット写真は初回限定盤として前作に引き続き、メンバー1人1人がメインとなった個人盤が4種、通常盤として1種の合計5形態で発売され、今作から初回限定生産盤のみで、各メンバーの「SPECIAL TALK」が収録された。

## 収録曲
1. ラッキーガール
作詞：Silent Siren、作曲：クボナオキ、編曲：samfree&クボナオキ
2. 恋花
作詞：すぅ、作曲：クボナオキ、編曲：samfree&クボナオキ
3. LOST.W
作詞：すぅ、作曲：クボナオキ、編曲：samfree&クボナオキ

初回限定生産盤のみ
1. すぅ SPECIAL TALK（すぅ盤）
2. ひなんちゅ SPECIAL TALK（ひなんちゅ盤）
3. あいにゃん SPECIAL TALK（あいにゃん盤）
4. ゆかるん SPECIAL TALK（ゆかるん盤）

タイアップ
- テレビ東京系「マイリトルポニー〜トモダチは魔法〜ベストセレクション」オープニングテーマ